# Noël sur le mont Ours
Noël sur le mont aux Ours (anciennement Noël sur le mont Ours) est une histoire en bande dessinée de Carl Barks, publiée en décembre 1947. Elle fait rencontrer pour la première fois Donald et son oncle Balthazar Picsou.

## Synopsis
Comme d'habitude, Donald n'a pas assez d'argent pour fêter décemment Noël avec ses neveux Riri, Fifi et Loulou. Il reçoit alors une invitation inespérée de son oncle Picsou, reclus dans son manoir depuis des années. Le milliardaire propose d'offrir un cadeau à son neveu, à condition qu'il passe le réveillon dans un chalet isolé et rempli de victuailles.
En réalité, le vieux misanthrope souhaite tester le courage de son neveu en se déguisant en ours brun. Revêtu d'une peau de bête, Picsou parvient au chalet et constate avec effroi qu'une féroce mère ourse et son petit ont déjà investi les lieux.
À l'insu de ses neveux, Picsou observe Riri, Fifi et Loulou pourchasser vaillamment l'ourson, puis découvre Donald paisiblement endormi (évanoui, en fait) dans les bras de la mère ourse, elle-même assoupie et repue.
Impressionné par le sang-froid apparent de ses neveux, Picsou les invite à fêter joyeusement Noël dans son manoir. Afin d'honorer son intrépidité, il offre la peau d'ours comme descente de lit à Donald, qui défaille. Riri, Fifi et Loulou se chargent d'expliquer diplomatiquement à leur grand-oncle que Donald s'est seulement effondré sous le coup de l'émotion. Quelque peu interloqué, le milliardaire admet cette explication.

## Fiche technique
- Code Inducks W OS 178-02.
- Éditeur : .
- Titre original : Christmas on Bear Mountain.
- Titre en français : Noël sur le mont Ours, mais aussi Qui craint le grand méchant ours ?, Onc' Picsou n'est pas si ours que ça, Le Noël de Donald, Oncle Picsou n'est pas si ours que ça.
- 20 planches.
- Auteur et dessinateur : Carl Barks.
- Première publication aux États-Unis : Donald Duck Four Colours n°178, décembre 1947.
- Première publication en France : Les Belles Histoires de Walt Disney n°6, 4e trimestre 1948.

## La première apparition de Picsou

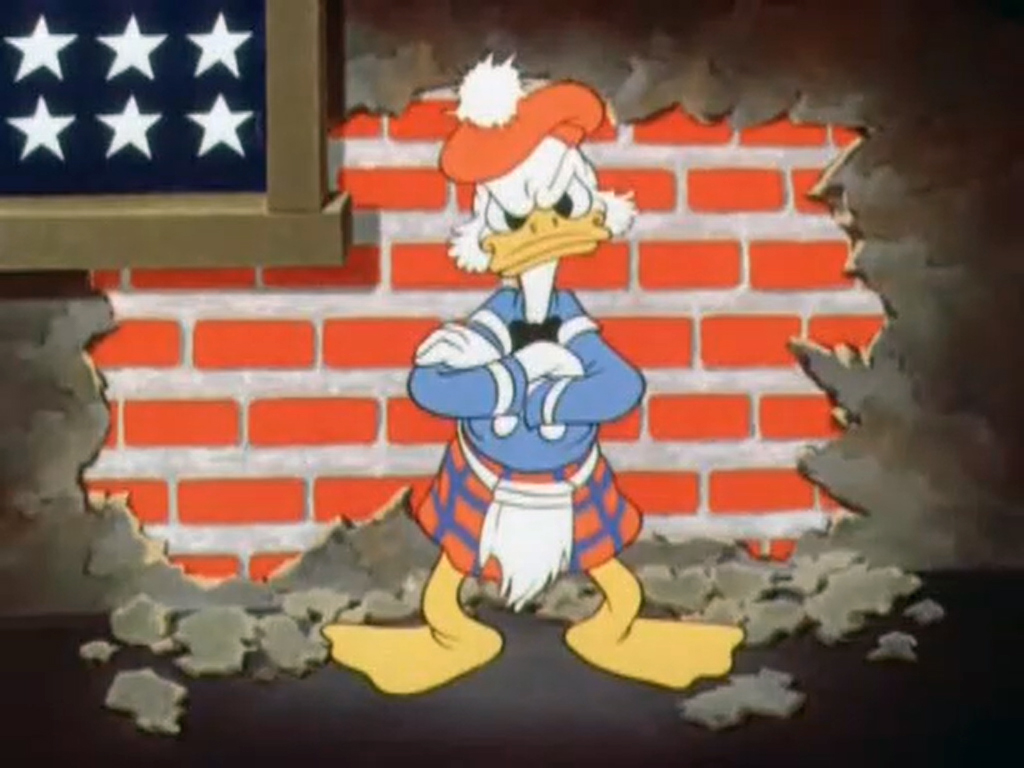
Ce canard écossais apparait dans "The Spirit of '43",que Carl Barks, scénariste de ce court métrage, introduira plus tard, en 1947.

Le point de départ est assez classique pour une histoire de Donald et ses neveux à l'époque : les problèmes financiers récurrents et permanents.
La nouveauté de cette histoire est la création par Carl Barks de cet oncle richissime qui va devenir un personnage important de l'univers de Donald Duck. Déjà, dans un film d'animation, un canard écossais était apparu face à Donald. Ici, il prend un nom : Scrooge McDuck. Scrooge comme le vieil avare du Conte de Noël de Charles Dickens et McDuck pour rappeler son origine écossaise. Il est réputé richissime, mais vit seul depuis des années (possible inspiration du film Citizen Kane d'Orson Welles où le héros finit ses jours reclus dans son manoir). Dès la deuxième histoire le mettant en scène (Le Secret du vieux château), Picsou va être doté d'un passé familial et d'un thème aventurier : la chasse aux trésors accompagné par ses neveux.

## Une histoire utilisée par Don Rosa
D'après Don Rosa, les aventures de Picsou que Barks a écrites se déroulent à partir de ce Noël 1947. Pour clore sa biographie de Picsou, la Jeunesse de Picsou, il réécrit la rencontre entre Picsou et ses neveux dans le Canard le plus riche du monde.
Ce dernier chapitre de la Jeunesse se déroule le lendemain du réveillon au mont Ours, lorsque Donald et ses neveux se rendent à la résidence de Picsou, introduisant une chaleur familiale inhabituelle dans celle-ci, ainsi que les Rapetou.
La vision de Don Rosa, riche de l'ensemble des histoires de Picsou dessiné après 1947 par Barks, donne un Noël plus sombre au départ, mais qui permet d'introduire ce personnage dans l'univers de Donald.